# Jakob Elsner (Maler)
Jakob Elsner (* um 1450/60 in Nürnberg; † 1517 ebenda), auch Jakob Ulßner oder Ölßner, war ein Wappen-, Buch- und Porträtmaler.

## Leben
Da Jakob Elsner sich im Kreß-Missale 1513 selbst als Nürnberger Bürger bezeichnet und eine Einbürgerung nicht dokumentiert ist, wird allgemein angenommen, er stamme von Nürnberger Eltern ab. 1456 war ein Sebald Elsner Bürger der Stadt geworden und aufgrund eines hohen Vermögens wurde ihm ein erhöhtes Bürgergeld auferlegt; eventuell handelte es sich dabei um den Vater Jakob Elsners.
Zwischen 1506 und 1509 wird Elsner dann viermal im Zusammenhang mit Illuminierungs-, Schreib- und Materialkosten für den Hof des Kurfürsten Friedrichs des Weisen genannt. Vermutlich entstanden in dieser Zeit das Epistolar und das Evangelistar, dessen Ausstattung des Öfteren Elsner zugeschrieben werden.
Johann Neudörfer berichtet in seinen Nachrichten von Künstlern und Werkleuten daselbst aus dem Jahre 1547, dass Elsner Laute spielte und mit Lorenz Stauber befreundet war. Stauber, Sebastian Imhoff und Wilhelm Haller soll er porträtiert, ihnen schöne Bücher sowie Wappenbriefe gemalt haben („Er conterfetet sie auch und illuminiret ihnen schöne Bücher und machet ihnen ihre Wappen und Kleinot [...].“).

## Werke (Auswahl)
Signierte Arbeiten
- Porträt von Jörg Ketzler, 1499 (36,3 × 24,8 × 0,26–0,3 cm, Lindenholz; Bayerische Staatsgemäldesammlungen, Inv. Nr. 5314, als Dauerleihgabe in Nürnberg, Germanisches Nationalmuseum, Inv. Nr. Gm884)[4][5][6]
- Kreß-Missale, 1513[7]

Zuschreibungen
- Miniaturtriptychon des Conrat Imhof, 1486 (22,5 × 36,5 cm; München, Bayerisches Nationalmuseum, Inv. Nr. MA 310)[8][9][10][11]
- Posthumes Bildnis des Kanzlers Heinrich Schilther, um 1495 (30 × 20 cm, Pinie (?); Wien, Sammlung der Akademie der Bildenden Künste)
- Wilder Mann mit Allianzwappen von Lazarus I. Holzschuher und Katharina Bühl, 1497 (43,2–45,7 × 39,5 × 0,2–0,9 cm, Lindenholz; Nürnberg, Germanisches Nationalmuseum, Inv. Nr. Gm2438)[12][13][14]
- Ausmalung eines Holzetuideckels für eine Hasdorfersche Gold- und Edelsteinwaage, 1497 (17,4 × 10,3 cm; Nürnberg, Germanisches Nationalmuseum, Inv. Nr. HG11161)[15][16]
- Bildnis einer Frau mit golddurchwirkter Haube, um 1500 (33,5 × 24,3 cm, Linde; Berlin, Kaiser Friedrich Museumsverein, Kat. Nr. 1725)[17]
- Bildnis eines Knaben mit roter Mütze, um 1500 (33,8 × 24,2 cm, Linde; Bremen, Ludwig Roselius Museum)[18]
- Bildnis eines Mannes, 1507 (39,3 × 28 cm, Eiche; Hannover, Niedersächsisches Landesmuseum, Inv. Nr. KM 39)[19]
- Fest-Evangelistar Friedrichs des Weisen (für die Stiftskirche Allerheiligen in Wittenberg?), 1507 (35 × 25 cm [Buchformat]; Jena, Thüringer Universitäts- und Landesbibliothek, Ms. El. f. 1)[20]
- Fest-Epistolar Friedrichs des Weisen (für die Stiftskirche Allerheiligen in Wittenberg?), 1507 (35 × 25 cm [Buchformat]; Jena, Thüringer Universitäts- und Landesbibliothek, Ms. El. f. 2)[21]
- Zweibändiges Antiphonale, sog. Gänsebücher, für den Propst von St. Lorenz, Anton Kreß, Band 1 geschrieben von Vikar Friedrich Rosendorn, vor 1510 (New York, Morgan Library & Museum, Inv. Nr. MS M.905)[22][23]
- Trauernde Gottesmutter und Johannes der Evangelist, um 1510 (44,5 × 21 cm, Fichte; Budapest, Szépművészeti Múzeum, Inv. Nr. 843 und 844)[24][25]

Unsicher oder abgelehnt
- Bildnis eines Mannes, um 1493/98 (Nürnberg, Germanisches Nationalmuseum, Inv. Nr. Gm163)[26][27][28]
- Epitaph mit einer Kreuzigung Christi für Vikar Georg Rayl, um 1494 (Nürnberg, St. Lorenz)[29]
- Bildnis der Bertrud Reuss (Privatbesitz)[30]

## Galerie

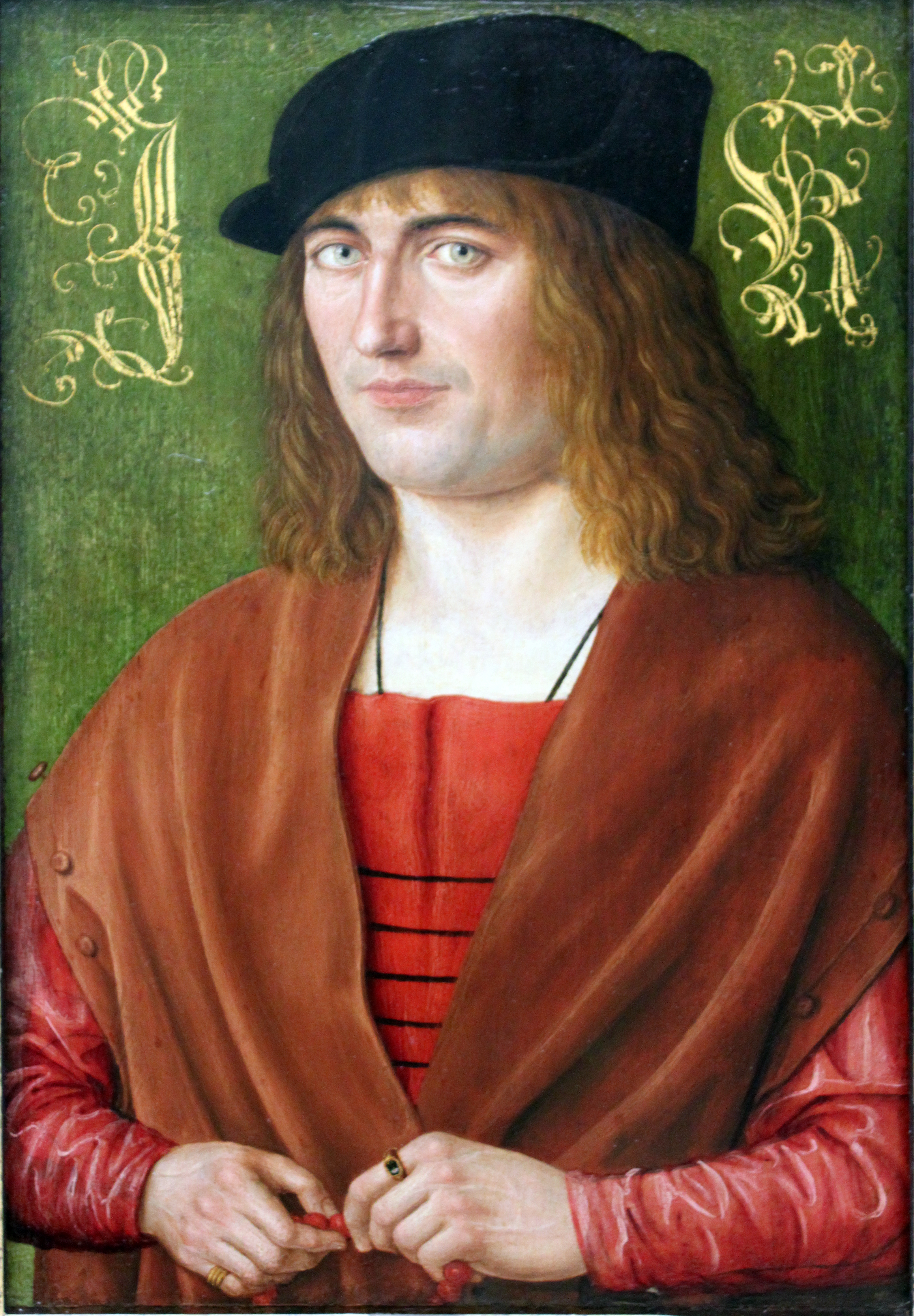
Porträt von Jörg Ketzler, 1499
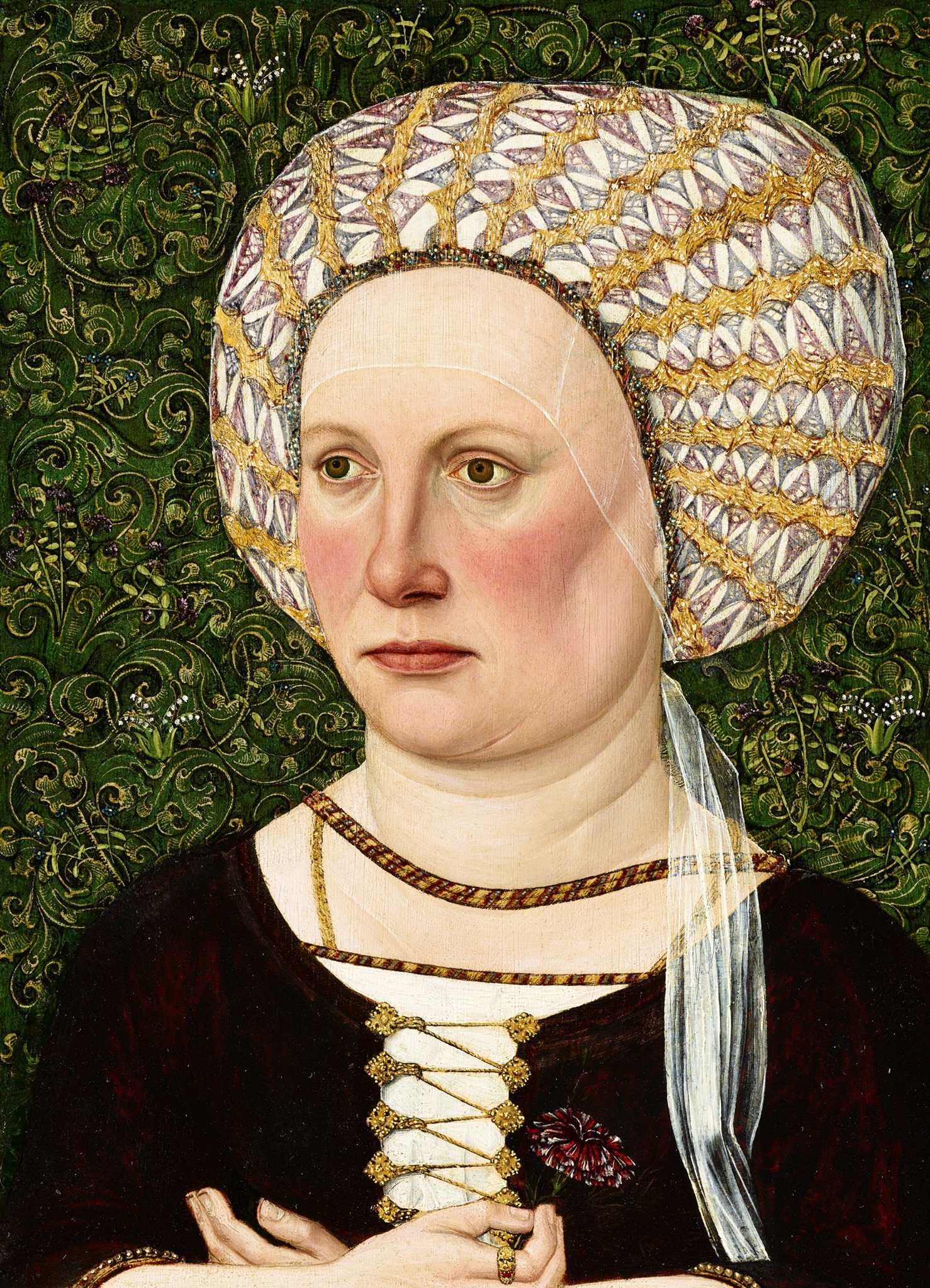
Bildnis einer Frau mit golddurchwirkter Haube, um 1500
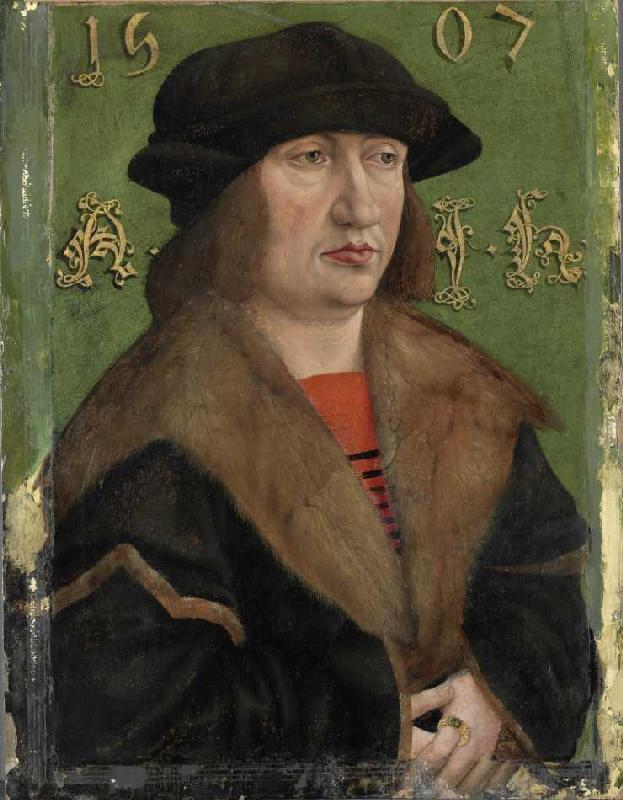
Bildnis eines Mannes (Monogramm AIK), 1507
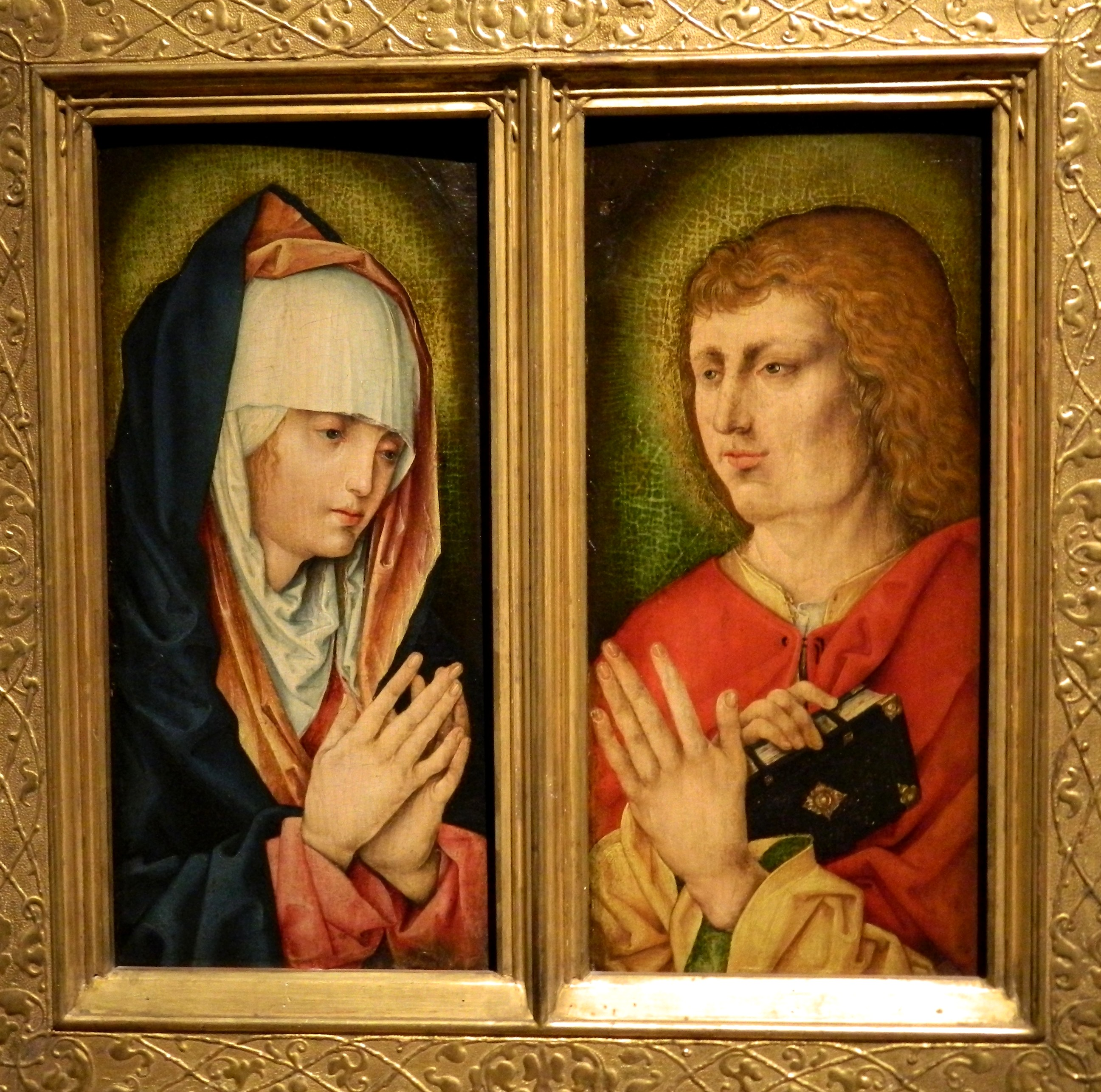
Trauernde Gottesmutter und Johannes der Evangelist, um 1510